# Зембжус-Мокри-Ґрунт
Зембжус-Мокри-Ґрунт (пол. Zembrzus-Mokry Grunt) — село в Польщі, у гміні Яново Нідзицького повіту Вармінсько-Мазурського воєводства.
Населення — 108 осіб (2011).
У 1975-1998 роках село належало до Ольштинського воєводства.

## Демографія
Демографічна структура станом на 31 березня 2011 року:
|          | Загалом | Допрацездатний вік | Працездатний вік | Постпрацездатний вік |
| -------- | ------- | ------------------ | ---------------- | -------------------- |
| Чоловіки | 53      | 13                 | 30               | 10                   |
| Жінки    | 55      | 13                 | 22               | 20                   |
| Разом    | 108     | 26                 | 52               | 30                   |